# Hilarographa castanea
Hilarographa castanea es una especie de polilla de la familia Tortricidae.
Fue descrita científicamente por Razowski & Wojtusiak en 2009.